# Reghina
Reghina – minialbum polskiej zespołu muzycznego Closterkeller. Wydawnictwo ukazało się 18 października 2004 roku nakładem wytwórni muzycznej Metal Mind Productions. Nagrania dotarły do 34. miejsca listy OLiS. Nagrania zostały zarejestrowane pomiędzy wrześniem a październikiem 2004 roku w New Project Studio. Utwory 2, 6, 7 zostały zrealizowane podczas sesji nagraniowej albumu Nero.

## Lista utworów
Opracowano na podstawie materiału źródłowego.
1. „Lunar” – 4:24
2. „Neo” – 5:25
3. „Minor Earth, Major Sky” (cover a-ha) – 7:31
4. „Earth Song” (cover Michaela Jacksona) – 7:02
5. „Mad World” (cover Tears for Fears) – 4:23
6. „Reghina” („Królowa” Hetane mix) – 5:58
7. „Reghina” („Królowa” Closter Trance FP Formula mix) – 8:04
8. „Ktokolwiek widział” (teledysk)
9. „Królowa” (teledysk)
10. „Podziemny krąg (live)” (teledysk)

## Twórcy
Opracowano na podstawie materiału źródłowego.
| - Anja Orthodox – śpiew - Michał Rollinger – instrumenty klawiszowe - Gerard Klawe – perkusja - Marcin Mentel – gitara, remiks (utwór 7) - Marcin Płuciennik – gitara basowa, remiks (utwór 7) - Agnieszka Płuciennik – wokale harmoniczne |  | - Krzysztof Maszota – realizacja, miksowanie, mastering - Paweł Sapija – Asystent - Albert Bonarski – grafika - Żana Siaczyńska – zdjęcia - Łukasz Gawroński – zdjęcia |